# LOVE it
『LOVE it』（ラブ・イット）は、西野カナの7枚目のオリジナル・アルバム。2017年11月15日にSME Recordsから発売された。

## 概要
オリジナルアルバムとしては『Just LOVE』から約1年4か月ぶりの発売となる。前作以降に発売されたシングル曲4曲、カップリング2曲を含む、全15曲が収録されている。これまでと同様、「*Prologue*」から始まり、「*Epilogue*」で終わる構成である。
今作ではより制作にこだわり、サウンド的には、Tokyo、NY、Paris、Londonなどの街をイメージしつつ、今流行っている音だけでなくドラムンベースやミュージカル調のジャズなども取り入れるなど新たなチャレンジをした曲が多い。歌詞の面でも、働く女性の本音を描いた「パッ」、親友の結婚を祝うウェディングソング「Dear Bride」、女性の芯の強さを歌ったエールソング「Girls」といったシングル以外のアルバム曲には、ツンデレの彼女や友だちがいる人にも共感してもらえるよう猫をイメージした「MEOW」、本当に便利でなんでもできるけどとりあえず一度それを置いてみんなで遊ぼうというメッセージを込めた「スマホ」など、それまで以上に遊び心溢れる曲が増えている。
通常盤と初回生産限定盤の2形態での発売。初回生産限定盤はミュージック・ビデオとスペシャル映像を収録したDVDが付属し、オリジナル限定ジャケット（初回仕様とは写真の内容が異なる）と三方背BOX仕様となっている。初回仕様特典として、通常盤はカードサイズステッカー、初回生産限定盤は特製カレンダー、全形態にスペシャルグッズ応募ハガキが封入されている。
本アルバムの発表は、同年8月と9月に開催された自身初となる2大ドームツアー「Kana Nishino Dome Tour 2017 “Many Thanks”」の初日にて、西野の口から発表された。
今作から2年後の2019年2月3日を以って、無期限活動休止に入った為、実質的に本作が休止前最後のオリジナル・アルバムとなった（実際のラストアルバムは次作のベストアルバム『Love Collection 2 〜pink〜』・『Love Collection 2 〜mint〜』）。

## チャート成績
『LOVE it』は、初動3日間で49,556枚の売上を記録し、週間では79,057枚を売り上げ、11月27日付のBillboard Japan Hot Albums/オリコン週間アルバムランキングに2位で初登場を果たした。また、デジタル部門でも初週約6,000DLを記録、同週のBillboard Japan Download Albumsで首位を獲得した。アルバムはその後4週連続で総合チャートTOP10を維持し、最終的にチャートイン回数を31週にまで伸ばした。
Billboard Japan Hot Albumsの2017年の年間チャートでは42位を記録。2018年の年間チャートでも同じ順位を維持した。

## 収録曲

### DISC 1【CD】(全形態共通)
1. *Prologue* 〜Humming〜 [1:40]
作詞：Kana Nishino / 作曲： DJ Mass (VIVID Neon*)、etsuko / 編曲：Naoki Itai (MUSIC FOR MUSIC)、DJ Mass (VIVID Neon*)、Rika Tsukamoto
2. パッ [4:27]
作詞：Kana Nishino / 作曲： Katsuhiko Yamamoto / 編曲：Naoki Itai (MUSIC FOR MUSIC)、Katsuhiko Yamamoto
  - 30thシングル表題曲
  - 大塚食品「ビタミン炭酸MATCH」CMソング
  - 日本テレビ系『スッキリ!!』2017年5月度テーマソング
3. We’re the miracles [4:05]
作詞：Kana Nishino、Kanata Okajima / 作曲：Naoki Itai (MUSIC FOR MUSIC)、Kanata Okajima / 編曲：Naoki Itai (MUSIC FOR MUSIC)
4. Girls [4:18]
作詞：Kana Nishino、GIORGIO 13 / 作曲：GIORGIO 13 / 編曲：Giorgio Cancemi、Mitsuru Shimada(ストリングスアレンジ)
  - 31stシングル表題曲
  - ニンテンドー3DS アドベンチャーゲーム 『レイトン ミステリージャーニー カトリーエイルと大富豪の陰謀』テーマソング
5. Happy Time [4:31]
作詞：Kana Nishino、Mayu Wakisaka / 作曲：Takashi Fukuda、Mayu Wakisaka / 編曲：Takashi Fukuda
  - TBS系列バラエティー番組「王様のブランチ」テーマソング
6. Best Friends Forever [3:24]
作詞：Kana Nishino / 作曲：Becky Jerams、Christopher Wortley、Rod Radwagon / 編曲：Rod Radwagon
7. Dear Bride [5:32]
作詞：Kana Nishino / 作曲：DJ Mass (VIVID Neon*)、Kyoko Osako、Hiroshi Yoshida、etsuko / 編曲：Naoki Itai (MUSIC FOR MUSIC)、Kyoko Osako
  - 29thシングル表題曲
  - フジテレビ系『めざましテレビ』テーマソング
  - ゴールド（シングルトラック、日本レコード協会）
  - 第49回日本有線大賞 大賞受賞曲
8. 君が好き Rearrange Ver. [4:04]
作詞：Kana Nishino、SAEKI youthK (RzC) / 作曲：SAEKI youthK (RzC) / 編曲：Takashi Yamaguchi、SAEKI youthK (RzC)、Yasunori Mochizuki
  - 29thシングルカップリング曲
  - 6thアルバム『Just LOVE』収録曲の別アレンジ・バージョン
  - P&G「新レノアハピネス」CMソング
9. Liar [4:14]
作詞：Kana Nishino、GIORGIO 13 / 作曲：Giorgio Cancemi / 編曲：Giorgio Cancemi
10. MEOW [2:54]
作詞：Kana Nishino / 作曲：Andreas Oberg、Sebastian Thott、Maja Keuc
11. スマホ [3:23]
作詞：Kana Nishino、DJ Mass (VIVID Neon*) / 作曲：DJ Mass (VIVID Neon*)、etsuko / 編曲：Naoki Itai (MUSIC FOR MUSIC)
12. One More Time [4:26]
作詞：Kana Nishino / 作曲：FAST LANE、MATS LIE SKARE / 編曲：MATS LIE SKARE
  - 32ndシングルカップリング曲
  - P&G「新レノアハピネス」CMソング
13. 手をつなぐ理由 [4:15]
作詞：Kana Nishino、Katsuhiko Yamamoto / 作曲：Katsuhiko Yamamoto / 編曲：Katsuhiko Yamamoto、Naoki Itai (MUSIC FOR MUSIC)
  - 32ndシングル表題曲
  - 日本テレビ系『スッキリ!!』2017年10月度テーマソング
14. LOVE [3:49]
作詞：Kana Nishino / 作曲：SMIDI、SIRIUS / 編曲：SMIDI
15. *Epilogue* 〜LOVE it〜 [1:25]
作詞：Kana Nishino / 作曲：DJ Mass (VIVID Neon*)、etsuko / 編曲：Naoki Itai (MUSIC FOR MUSIC)

### DISC 2【DVD】(初回生産限定盤のみ)
1. Dear Bride Music Video [5:36]
2. パッ Music Video [4:28]
3. Girls Music Video [4:38]
4. 手をつなぐ理由 Music Video [4:21]
5. トリセツ ～Dome Tour 2017 "Many Thanks" Live & Rehearsal Special Edition～ [3:18]

## タイアップ
| 楽曲               | タイアップ | 起用年 |
| ------------------ | --- | ------ |
| 「パッ」           | 大塚食品「ビタミン炭酸MATCH」CMソング                                                                           | 2017年 |
| 「パッ」           | 日本テレビ系『スッキリ!!』2017年5月度テーマソング                                                               | 2017年 |
| 「Girls」          | ニンテンドー3DS アドベンチャーゲーム 『レイトン ミステリージャーニー カトリーエイルと大富豪の陰謀』テーマソング | 2017年 |
| 「Happy Time」     | TBS系列バラエティー番組「王様のブランチ」テーマソング                                                           | 2017年 |
| 「Dear Bride」     | フジテレビ系『めざましテレビ』テーマソング                                                                      | 2017年 |
| 「One More Time」  | P&G「新レノアハピネス」CMソング                                                                                 | 2017年 |
| 「手をつなぐ理由」 | 日本テレビ系『スッキリ!!』2017年10月度テーマソング                                                              | 2017年 |

## チャートと売上
| チャート（2017年）              | 最高 順位 |
| ------------------------------- | --------- |
| Billboard Japan Hot Albums      | 2         |
| Billboard Japan Top Album Sales | 2         |
| Billboard Japan Download Albums | 1         |
| オリコン週間アルバムチャート    | 2         |

| チャート（2017年）              | 順位 |
| ------------------------------- | ---- |
| Billboard Japan Hot Albums      | 42   |
| Billboard Japan Download Albums | 100  |
| オリコン年間アルバムチャート    | 37   |
| チャート（2018年）              | 順位 |
| Billboard Japan Hot Albums      | 42   |

### 認定とセールス
| 国/地域                                             | 認定     | 認定/売上数                       |
| --------------------------------------------------- | -------- | --------------------------------- |
| 日本 (RIAJ)                                         | ゴールド | 137,000（フィジカルCD) (オリコン) |
| * 認定のみに基づく売上数 ^ 認定のみに基づく出荷枚数 |          |                                   |